# Alpina lappona
Alpina lappona är en fjärilsart som beskrevs av Eugen Wehrli 1921. Alpina lappona ingår i släktet Alpina och familjen mätare. Inga underarter finns listade i Catalogue of Life.